# Fianga
Fianga (en àrab فيانكا, Fiyānkā) és una ciutat del Txad, capital del departament del Mont Illi.

## Demografia

### Evolució
|      | Població | Homes  | Dones  |
| ---- | -------- | ------ | ------ |
| 1993 | 9 897    | -      | -      |
| 2009 | 42 606   | 19 979 | 22 627 |

### Rangs d'edat
|               | Homes  | Dones  | Total  |
| ------------- | ------ | ------ | ------ |
| 0-14 anys     | 10 375 | 10 288 | 20 663 |
| 15-59 anys    | 8 265  | 10 783 | 19 048 |
| 60 anys o més | 1 339  | 1 556  | 2 895  |